# はむこ参る!
『はむこ参る!』（はむこまいる）は、尼子騒兵衛の漫画作品。秋田書店『別冊プリンセス』に1990年から1993年まで連載され、1996年に朝日新聞社からあさひコミックスのレーベルで単行本化された。全1巻。
後に、小倉あん子作画でリメイクされたものがポプラ社『プレコミックブンブン』に連載され、2005年-2006年に同社より全2巻で単行本化された。
また、1996年に尼子の漫画を原作として劇場アニメが製作されている。監督はやすみ哲夫。

## 登場キャラ
はむこ（声：神代知衣）
本編の主人公。本名「宇因奈公子」（ういんな きみこ）「はむちゃん」とも。見かけはポッチャリ体型の女の子だが、その正体は超一流の腕前を持った悪を懲らしめる正義の義賊。おばけや幽霊が大の苦手。コミックス版では薬局に勤務する叔父が登場している。
宗征次（そう せいじ）（声：松本梨香）
横車邸の執事。通称「宗ちゃん」。武器オタクであらゆる兵器を使いこなすことができるが、武器を持つと破壊衝動に駆られてしまう。趣味はコスプレ。横車邸の事件をきっかけにはむこと知り合い、彼女の相棒となる。
横車押三（よこぐるま おしぞう）（声：キートン山田）
大金持ちの大富豪。通称「横車のだんな」。命よりもお金が大事と言い切る筋金入りのドケチ。輸入禁止の魚を密輸し、はむこに奪い返される。呆れるほどの守銭奴だが、根っからの悪人ではない。
ベーコン（声：緒方賢一）
腹黒悪三（はらぐろ あくぞう）（声：永井一郎）

### リメイク版の登場キャラ
平安京子（たいらやす けいこ）
小学四年生。いつももんぺを着ている。
普段は暗い印象の大人しい女の子だが、古典と暗号が絡むと顔つきが変わり「平安お京」に変身する。
鎌倉蔵男（かまくら くらお）
小学六年生で、義賊よい子チームの最年長。
天才的なマジックの腕前の持ち主だが、プライドが高くかなり自信過剰な性格。
桃山あづち（ももやま あづち）
小学三年生。
特技はパズル。普段は御淑やかに振舞っているが、虫が大の苦手で一目見ると奇声を発しながら暴れ回り（通称・キャーの舞）、とてつもない怪力を発揮する。
チーム最年少のため、難しい話になると困惑してしまうとこもある。
羽丹羽石人（はにわ せきと）（声：村瀬歩（忍たま乱太郎））
小学五年生。名前の通り埴輪のような顔をしている。
呪術と心霊のスペシャリスト。父・武人を非常に慕っている。
後に作者の別作品である「落第忍者乱太郎」に登場している。
ロカン・ポール3世（ロカン・ポールさんせい）
自称フランスの怪盗（本当は日本の兵庫県在住）。
梁上の君子をライバル視し、義賊よい子チームと敵対する。自信家だがどこか抜けている。
名前をよく「土管ホール」と言い間違えられる。

## 劇場アニメ

### キャスト
- はむこ：神代知衣
- 宗征次：松本梨香
- 横車押三：キートン山田
- ベーコン：緒方賢一
- 腹黒悪三：永井一郎
- 夫：相沢正輝
- 妻：渡辺美佐
- ポニー：鈴木勝美
- 釣り人：渋谷茂
- 社員：石野竜三
- 軍団員：荻原秀樹

### スタッフ
- 原作：尼子騒兵衛
- 監督・脚本：やすみ哲夫
- 音楽：馬飼野康二
- キャラクターデザイン：なかじまちゅうじ
- 原画：スタジオリバティー
- 動画：ムッシュオニオンプロダクション
- セルワーク・色指定：照屋美和子
- 特殊効果：橋爪朋二
- 彩色・検査：ライトフット
- 美術監督：柴田千佳子
- 背景：スタジオカノン
- タイトル：石田功
- 編集：中溝哲夫
- オブチカル：金子鉄男
- タイミング：平林弘明
- 担当：宮下勇治、中島基夫
- 制作進行：丸野彰
- 制作協力：ノーサイド
- 制作事務：立花ゆみ子
- プロデューサー：辻本幸七
- 制作：マルチボックス

### 同時上映アニメ
- 映画 忍たま乱太郎
- トイレの花子さん

### 映像ソフト
- セル&レンタル専用、収録時間51分、モノラル、ビスタサイズでビデオ版がポニーキャニオンより発売された。品番はPCVP－31960。